# Santa Marina Salina
Santa Marina Salina es una localidad italiana de la provincia de Mesina, región de Sicilia, con 876 habitantes. Está situada en la isla de Salina, en el archipiélago de las islas Eolias.

Ubicación de la ciudad de Santa Marina Salina dentro de la provincia de Mesina.

## Evolución demográfica
| Gráfica de evolución demográfica de Santa Marina Salina entre 1861 y 2001 |
|                                                                           |
| Fuente ISTAT - Elaboración gráfica por parte de Wikipedia                 |